# Parco nazionale dell'Isalo
Il Parco nazionale dell'Isalo è un'area naturale protetta situata nella parte centro-meridionale del Madagascar. Presenta un paesaggio differente da qualsiasi altra regione dell'isola, con grandi formazioni rocciose modellate dal vento (il Massiccio dell'Isalo) immerse in una vegetazione molto simile a quella della savana continentale africana.

## Territorio

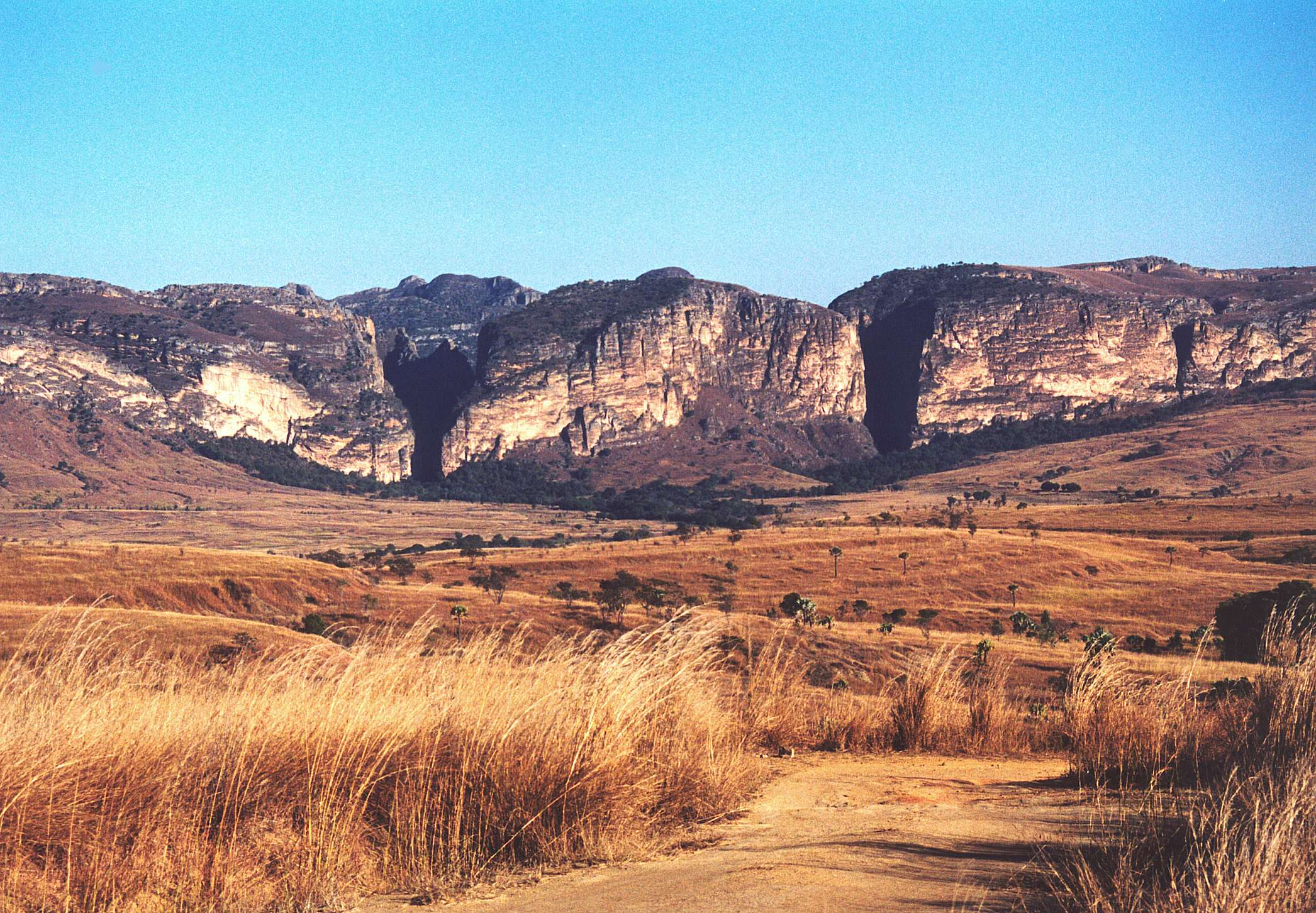
I canyon "dei topi" e "delle scimmie"

Il parco si trova nella provincia di Fianarantsoa, al confine con quella di Toliara, nei pressi del villaggio di Ranohira, a circa 200 km da Toliara e circa 700 km dalla capitale Antananarivo.
Il parco include oltre 80.000 ettari del Massiccio dell'Isalo, un insieme di formazioni rocciose arenarie caratterizzate da canyon, gole e altre conformazioni spettacolari. I due principali canyon sono il canyon dei topi e il canyon delle scimmie (in effetti abitato da lemuri).

## Flora

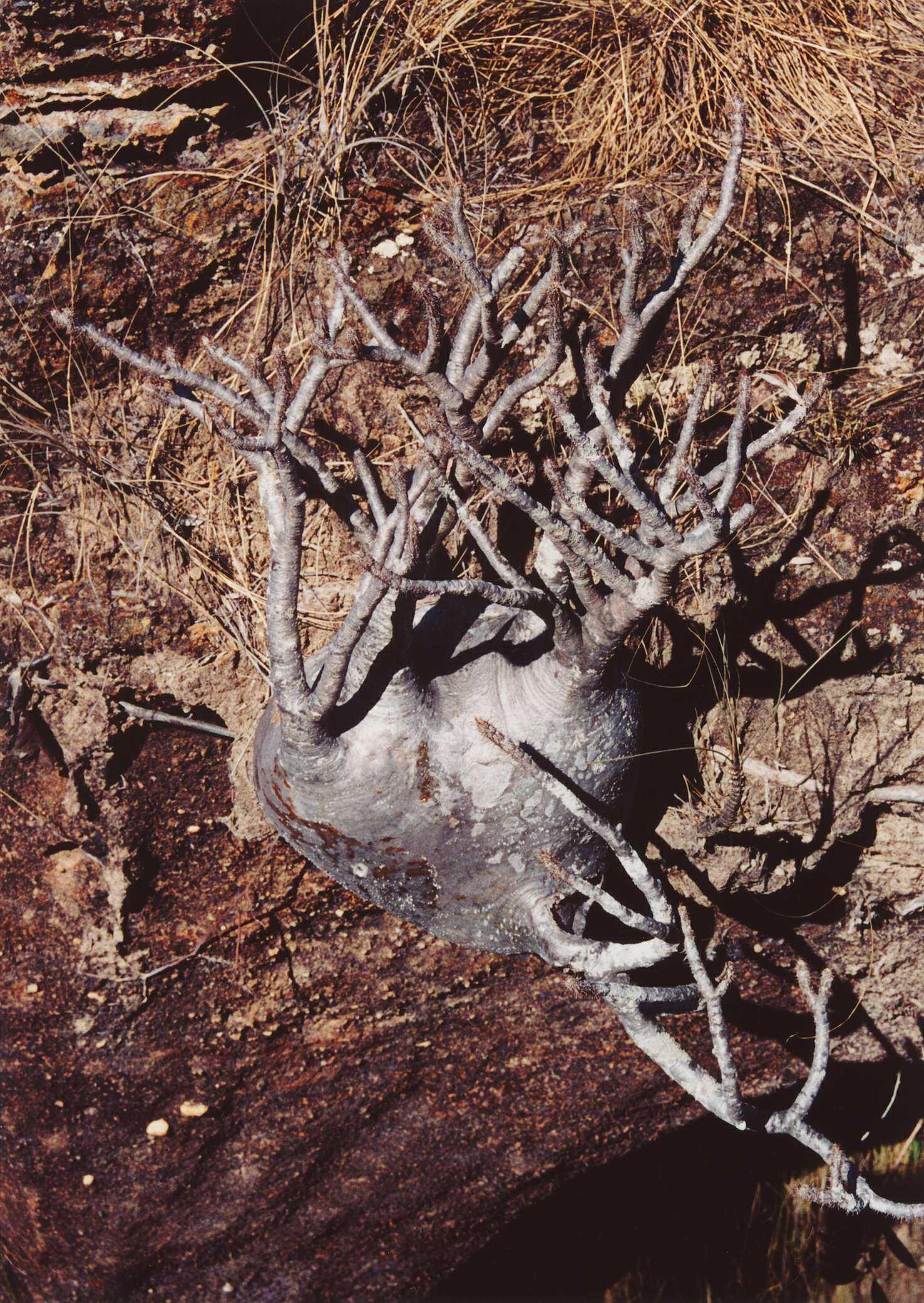
Pachypodium horombense

La vegetazione, più ricca all'interno dei canyon, include diverse specie endemiche malgasce, come la "palma piuma" (Chrysalidocarpus isaloensis), il "piede d'elefante" (Pachypodium horombense), l'aloe dell'Isalo (Aloe isaloensis) e inoltre Sarcolaena isaloensis, Tetradenia isaloensis, Crossandra isaloensis, Bismarkia nobilis, Catharantus ovalis, Hibiscus isalensis. Da segnalare l'orchidea Erasanthe henrici isaloensis, un endemismo ristretto alle gole dell'Isalo.

## Fauna

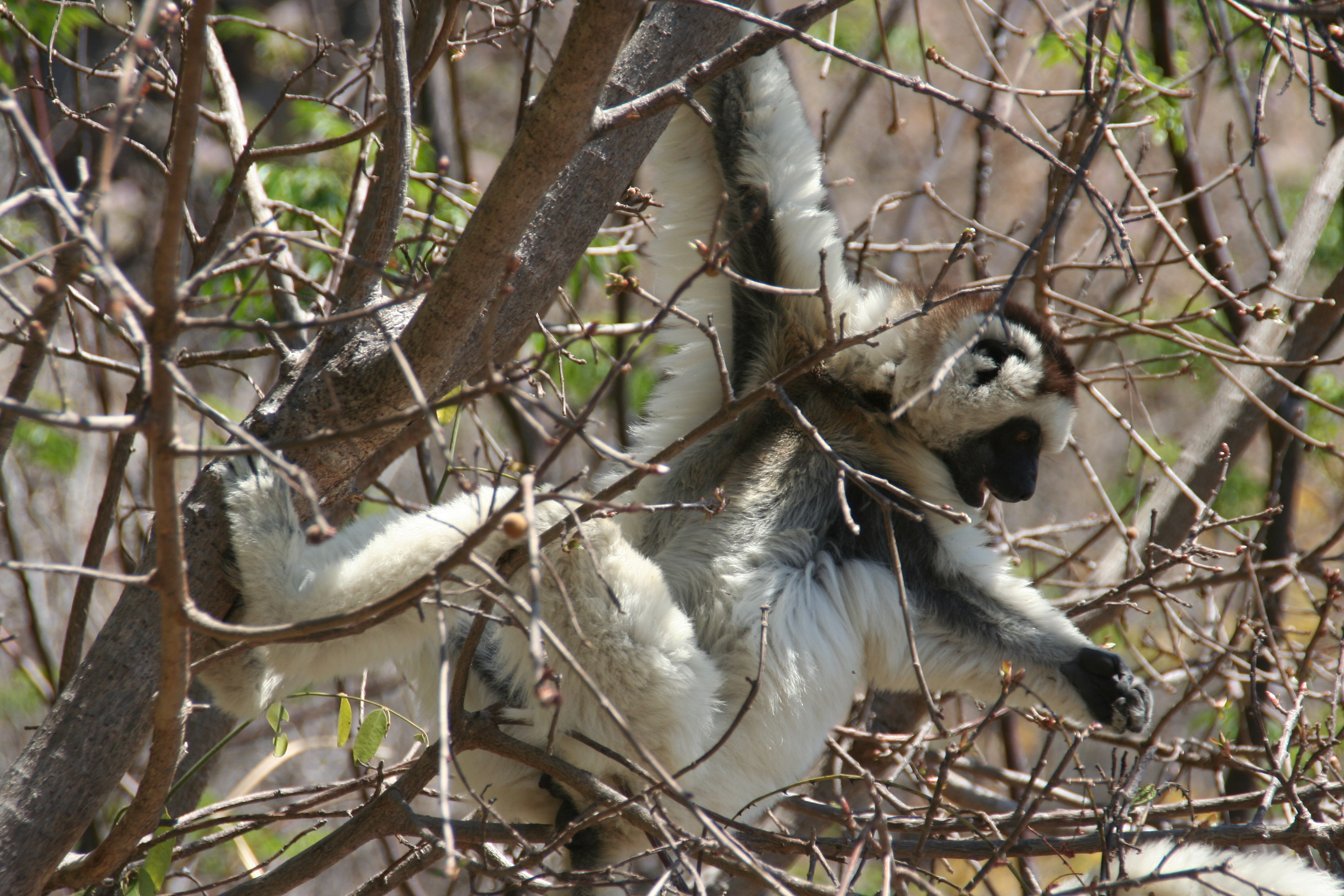
Propithecus verreauxi

La fauna del parco comprende 7 diverse specie di primati: il chirogaleo medio (Cheirogaleus medius), il microcebo murino (Microcebus murinus), il microcebo di Coquerel (Mirza coquereli), il sifaka di Verreaux (Propithecus verreauxi), il lepilemure dalla coda rossa (Lepilemur ruficaudatus), il lemure dalla coda ad anelli (Lemur catta) e il lemure dalla fronte rossa (Eulemur rufus). Tra gli altri mammiferi presenti meritano una menzione due specie di pipistrelli endemici: il pipistrello naso a foglia di Commerson (Hipposideros commersoni) e Neoromicia malagasyensis, il cui areale è ristretto alla valle dell'Isalo.
Il parco ospita 82 specie diverse di uccelli, tra cui: il tuffetto comune (Tachybaptus ruficollis), l'airone guardabuoi (Bubulcus ibis), l'umbretta (Scopus umbretta), la dendrocigna facciabianca (Dendrocygna viduata), l'anatra becco rosso (Anas erythrorhyncha), l'oca becco bitorzoluto (Sarkidiornis melanotos), il nibbio bruno (Milvus migrans), lo sparviero serpentario del Madagascar (Polyboroides radiatus), l'albanella del Madagascar (Circus macrosceles), la poiana del Madagascar (Buteo brachypterus), il gheppio del Madagascar (Falco newtoni), il falco fuligginoso (Falco concolor), il falco pellegrino (Falco peregrinus), la pernice del Madagascar (Margaroperdix madagarensis) e l'ibis crestato di foresta (Lophotibis cristata).
Sono state censite 33 specie di rettili, tra cui il boa di Dumeril (Acrantophis dumerili), diverse specie di camaleonti (Brookesia spp., Furcifer spp.), il geco diurno Phelsuma hielscheri e altri sauri (Oplurus saxicola).
Sono note infine 15 specie di anfibi tra cui: Boophis occidentalis, Gephyromantis corvus, Heterixalus luteostriatus, Mantella betsileo, Mantella expectata, Scaphiophryne gottlebei.

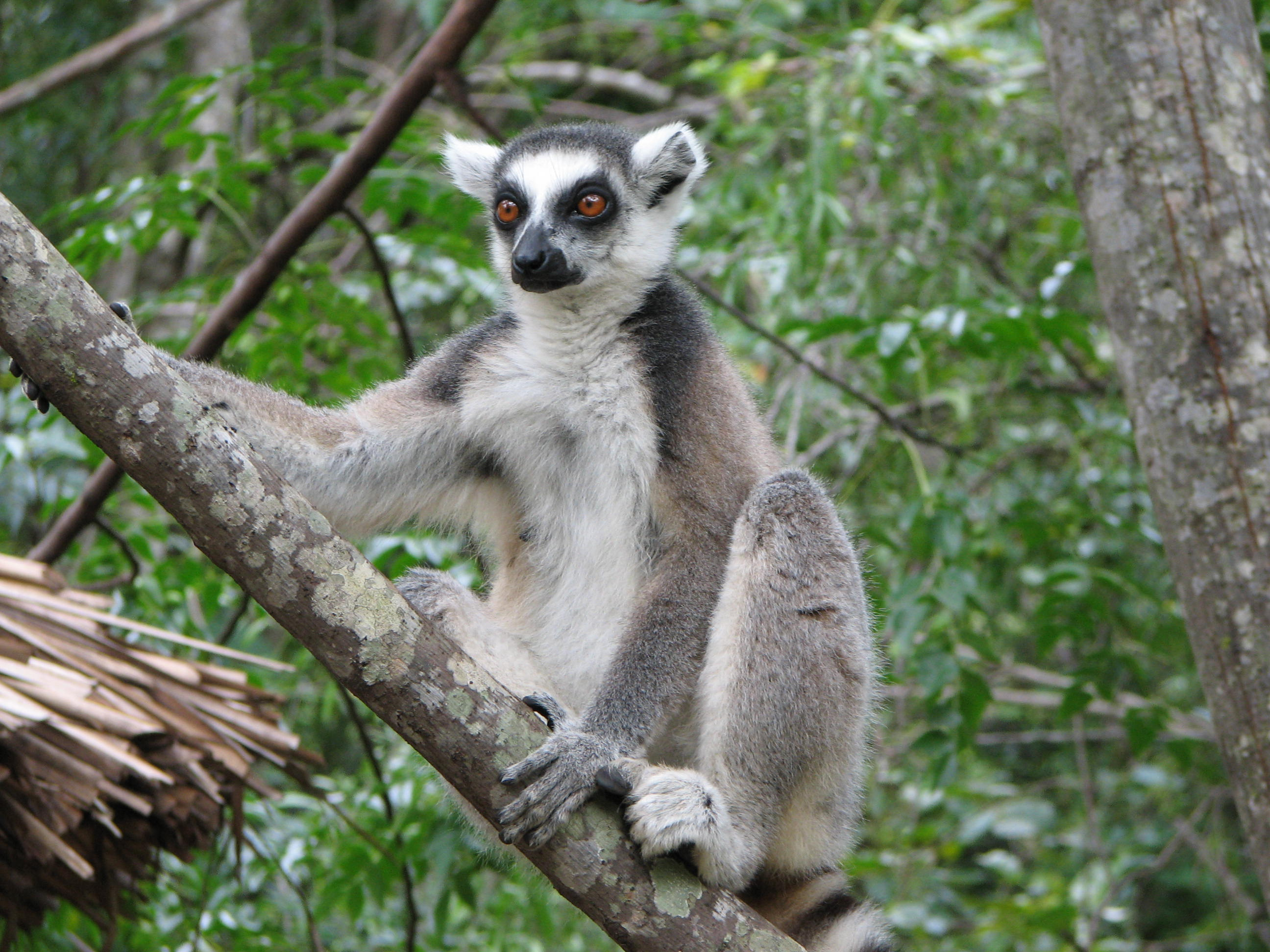
Lemur catta
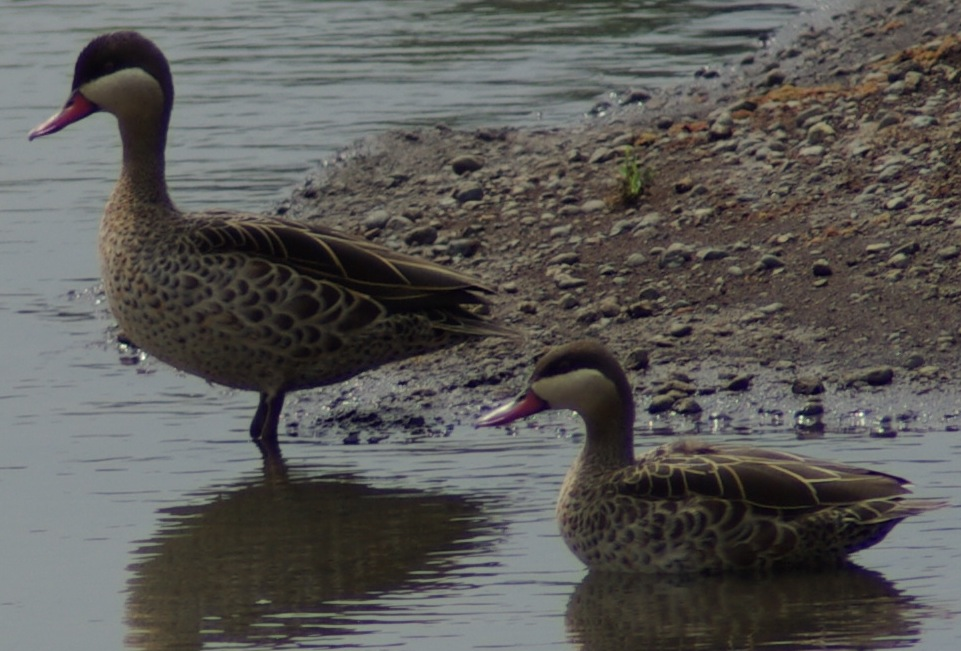
Anas erythrorhyncha
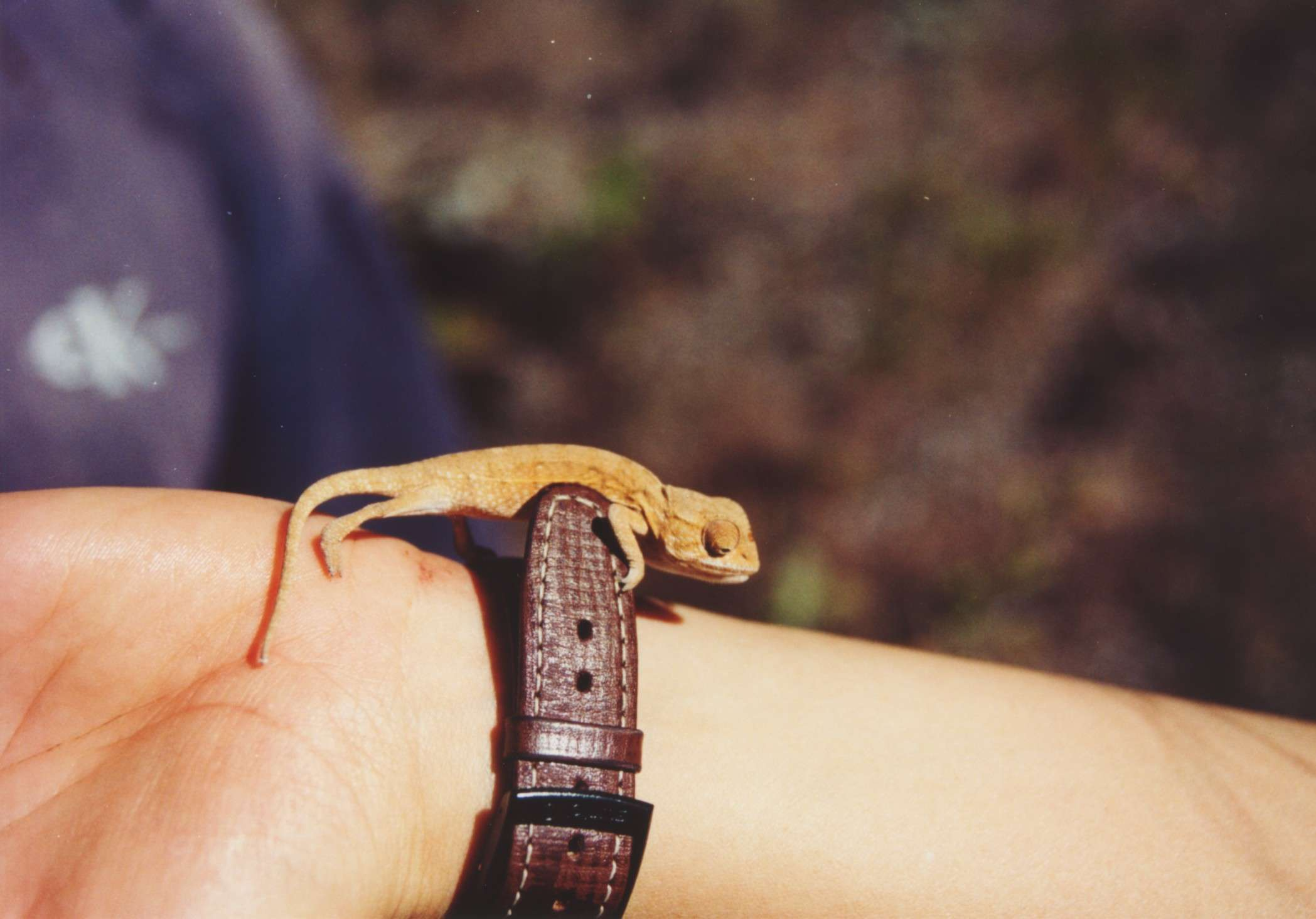
Un minuscolo camaleonte (Brookesia sp.)
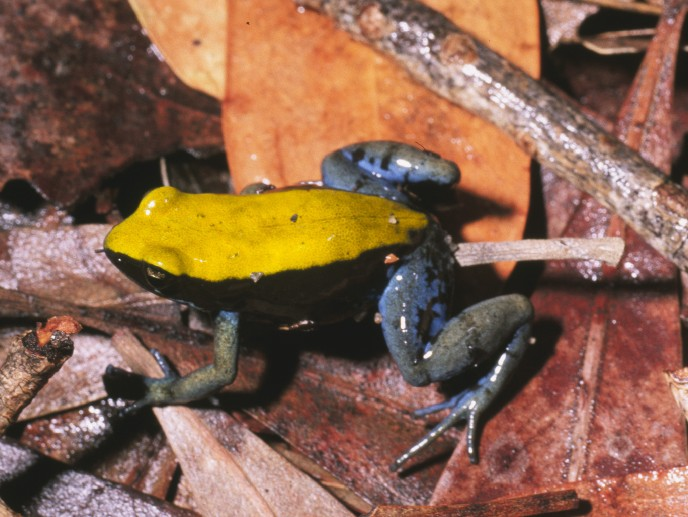
Mantella expectata

## Punti di interesse

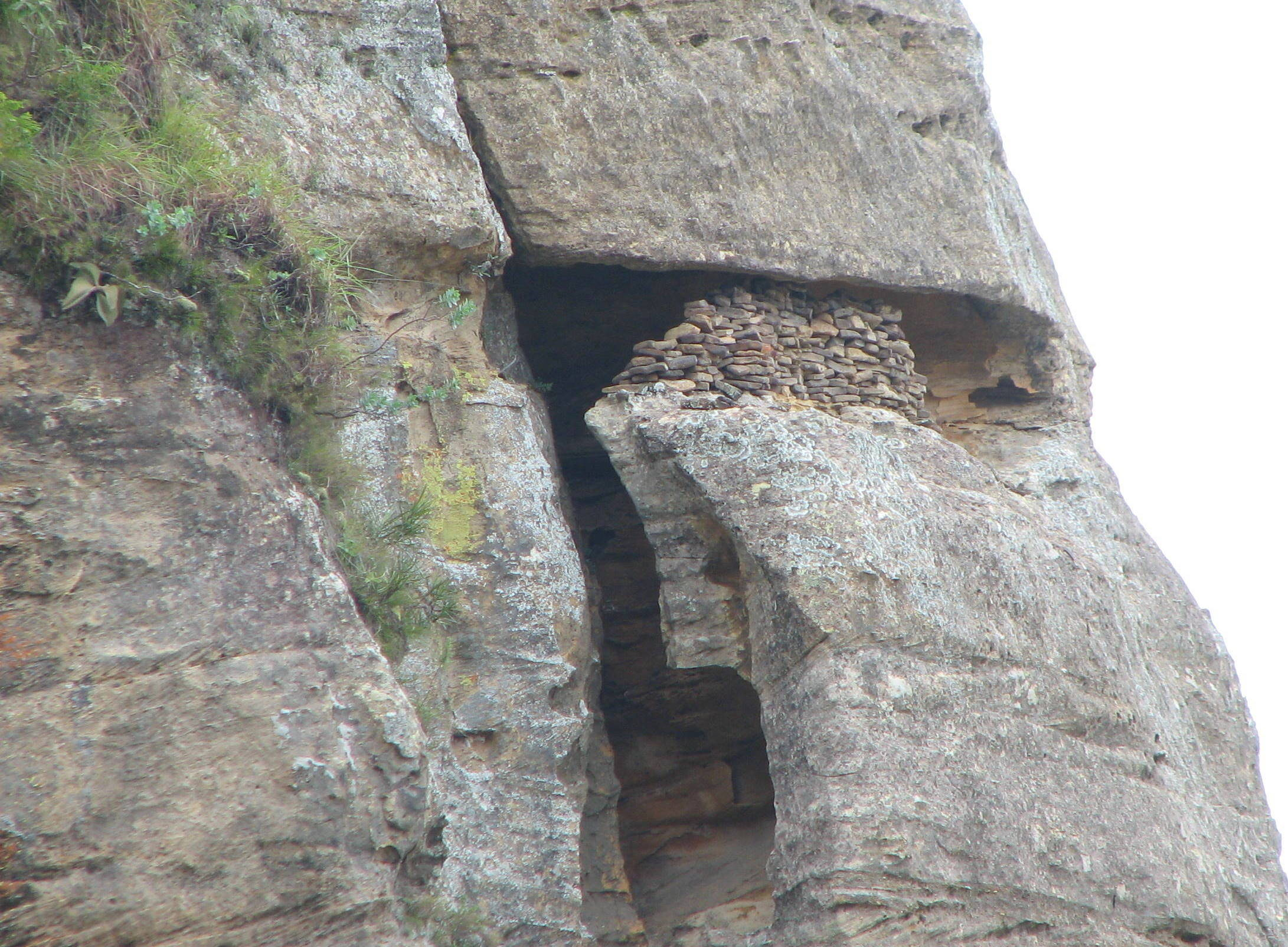
Tomba Bara

Nel territorio del parco ricadono alcune sepolture della etnia Bara, che usano seppellire i loro morti in grotte naturali.

## Accessi
Il parco è raggiungibile attraverso la Route nationale 7 (RN7) Antananarivo-Toliara) imboccando l'uscita per Ranohira.